# Missionari del Preziosissimo Sangue
I Missionari del Preziosissimo Sangue (in latino Congregatio Missionariorum Pretiosissimi Sanguinis, sigla C.PP.S.) sono una società clericale di vita apostolica di diritto pontificio.

## Storia

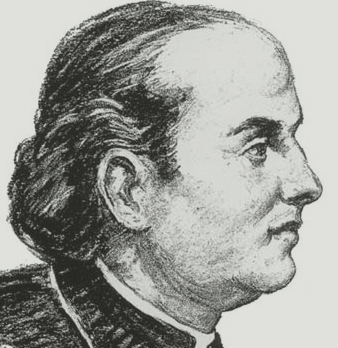
Gaspare del Bufalo, fondatore della congregazione

Gaspare del Bufalo (1786-1837), giovane sacerdote romano, fu tra i principali promotori dell'arciconfraternita del Preziosissimo Sangue, fondata da Francesco Albertini (1770-1819), poi vescovo di Terracina, nel 1808 presso la chiesa di San Nicola in Carcere con il fine di promuovere la devozione al sangue di Cristo.
Al termine della stagione napoleonica, nel corso della quale venne confinato in Corsica, Albertini pensò all'istituzione di una compagnia di sacerdoti missionari dedita alla predicazione al popolo per promuovere la riforma religiosa e morale della Chiesa: tale congregazione, per volontà di papa Pio VII, ebbe inizio presso l'abbazia di San Felice di Giano dell'Umbria il 15 agosto 1815 a opera di Gaspare del Bufalo.
Particolarità dell'abito Missionario è il vistoso crocifisso, che Gaspare prese dai padri passionisti e redentoristi; tutti i missionari (dal momento dell'incorporazione) lo indossano sull'abito talare. Svariate volte nelle sue lettere Gaspare ribadisce che: "L'abito del Missionario del Preziosissimo Sangue consiste in talare, fascia (tipica dell'abito del clero romano) e crocifisso".
I sacerdoti del Preziosissimo Sangue ebbero rapido sviluppo e svolsero intensa opera di apostolato soprattutto nelle zone rurali degli Stati Pontifici, anche presso le bande briganti. La regola della congregazione, composta di 71 articoli, venne approvata da papa Gregorio XVI il 17 dicembre 1841.
Nel 1841 i missionari del Preziosissimo Sangue aprirono le prime filiali nei paesi di lingua tedesca e nel 1844 venne fondata la prima comunità nelle Americhe, in Ohio.
Gaspare del Bufalo morì nel 1837 assistito da Vincenzo Pallotti: le sue spoglie riposano nella chiesa di Santa Maria in Trivio. Beatificato nel 1904 da papa Pio X, è stato proclamato santo il 12 giugno 1954 da papa Pio XII.

## Attività e diffusione
I Missionari del Preziosissimo Sangue si dedicano alla propagazione del culto al Preziosissimo Sangue di Gesù, alla predicazione di missioni e ritiri, all'opera di evangelizzazione, al ministero parrocchiale e all'istruzione della gioventù.
Sono presenti in Europa (Austria, Croazia, Germania, Italia, Liechtenstein, Polonia, Portogallo, Spagna), nelle Americhe (Brasile, Canada, Cile, Colombia, Guatemala, Messico, Perù, Stati Uniti d'America), in Africa (Guinea-Bissau, Tanzania),in Asia (India, Vietnam); il moderatore supremo della società, che porta il titolo di "Moderatore generale", risiede in viale di Porta Ardeatina a Roma.
Al 31 dicembre 2015 la compagnia contava 156 case e 706 membri, 492 dei quali sacerdoti.